# 播美奥人
播美 奥人（はみ の おきひと、生没年不詳）は、奈良時代の貴族。姓は朝臣。氏は食、名は息人とも記される。官位は従五位上・大倭国介。

## 出自
『延喜式』に近江国伊香郡、波弥神社があり（現在の滋賀県東浅井郡湖北町速水、伊香郡木之本町・余呉町など諸説あり）、「ハミ」はその地名によるものと思われる。

## 経歴
孝謙朝の天平勝宝3年（751年）7月、近江国甲可郡司解に正六位上、近江少掾として、国判を加えている。同年の近江国司解にも署がある。同4年（752年）4月、正六位上、近江少掾として大仏開眼会に唐散楽頭を奉仕した。同7歳（755年）8月、日下部古麻呂とともに従五位下に昇叙。同8歳（756年）6月の東大寺図に大倭国介・従五位下とあり、同9歳（757年）聖武上皇の一周忌に、日下部子麻呂・下毛野稲麻呂・県犬養小山守・小野東人・多治比土作・藤原宿奈麻呂・藤原魚名・石上宅嗣・百済足人らともに従五位上に昇叙している。

## 官歴
注記のないものは『続日本紀』による
- 天平勝宝3年（751年）7月：見正六位上、近江少掾（『大日本古文書』による）
- 天平勝宝4年（752年）4月：見正六位上・近江少掾（『東大寺要録』による）
- 天平勝宝7歳（755年）8月3日：従五位下
- 天平勝宝8歳（756年）6月：見大倭国介・従五位下
- 天平勝宝9歳（757年） 5月20日：従五位上

## 関連事項
- 食三田次…同族と思われる。